# خانه اپرای دیترویت
خانه اپرا دیترویت (انگلیسی: Detroit Opera House) یک تالار اپرا در دیترویت، ایالات متحده آمریکا است.
این اپرا برای اولین بار در سال ۱۸۶۹ در پارک کامپوس مارتیوس ساخته شد سپس در سال ۱۸۸۶ ساختمان دیگری در خیابان‌های راندولف و مونرو گشایش یافت، در سال ۱۹۱۲ سازمان نیدرلاندر خانه اپرا دیترویت قدیمی را به مدت ۹۹ سال خریداری کرد.
ساختمان فعلی خانه اپرا با نام تئاتر کپیتول افتتاح شده است و با ظرفیت ۳۵۰۰ نفر پنجمین سالن بزرگ سینما در جهان محسوب می‌شد. پس از بازسازی سالن در سال ۱۹۹۶ ظرفیت آن به ۲۷۰۰ نفر کاهش پیدا کرد.

## نگارخانه

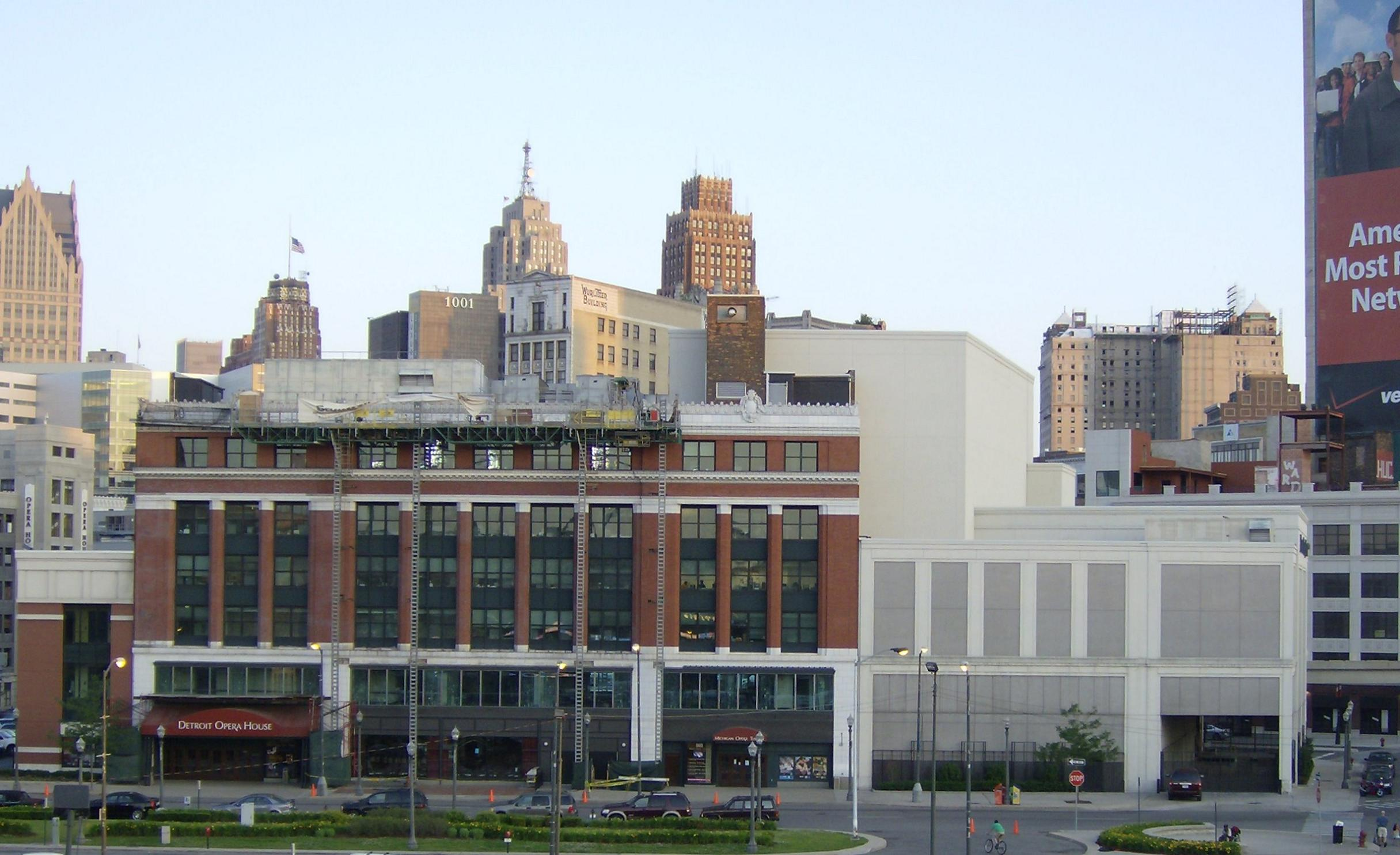
خانه اپرا دیترویت اصلی (چپ)
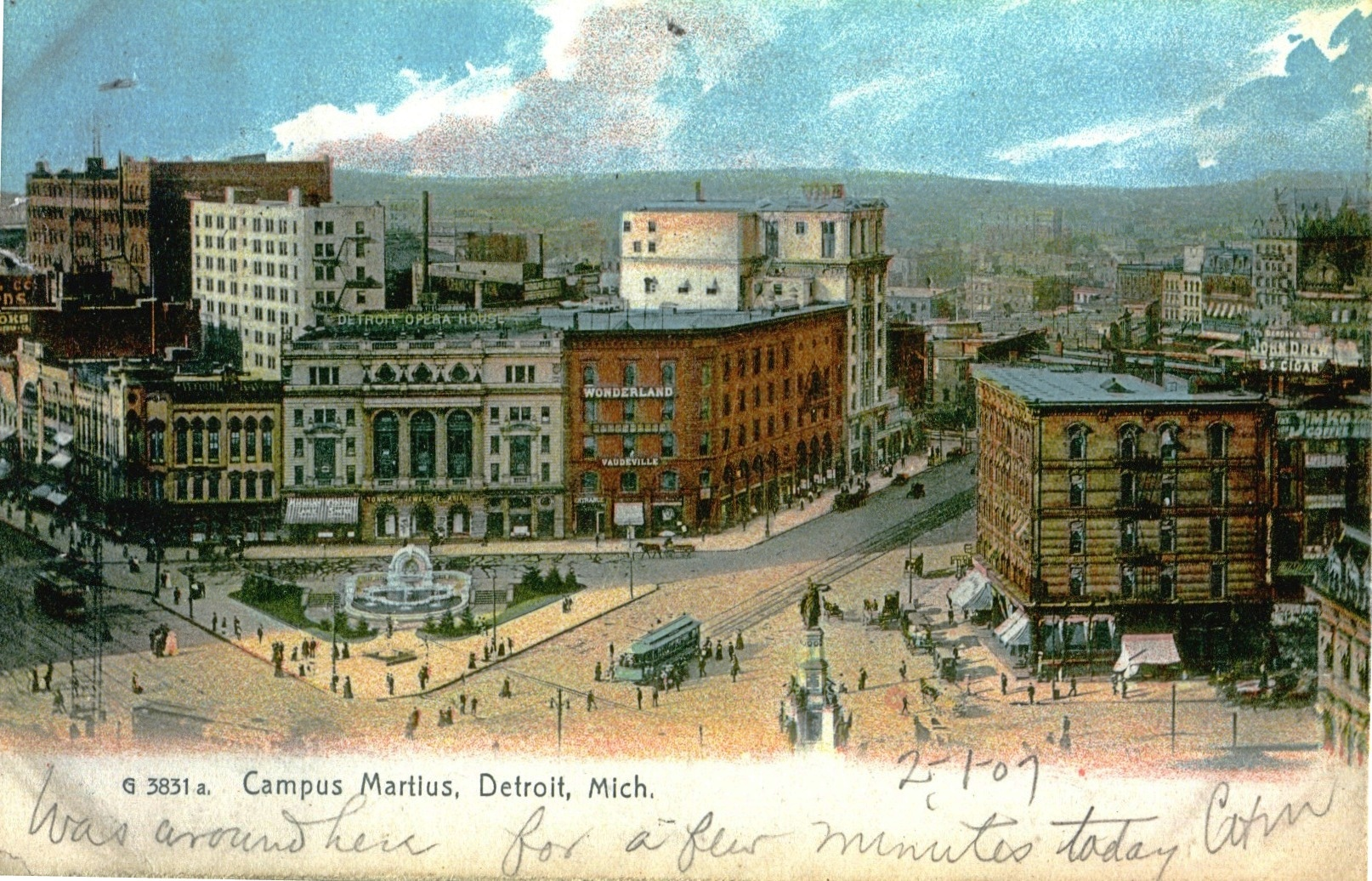
خانه اپرا دیترویت قدیمی در سال ۱۹۰۷
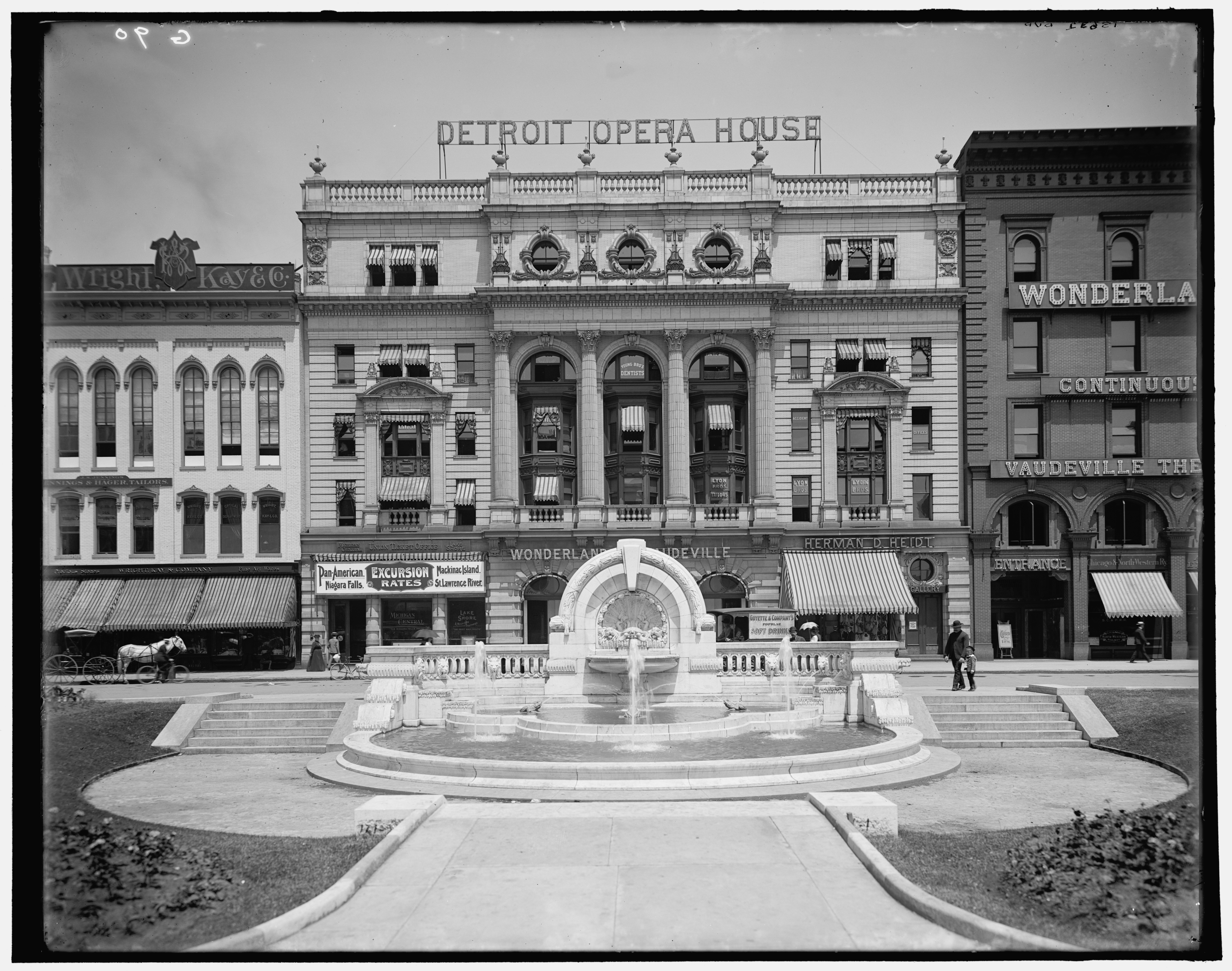
خانه اپرا دیترویت قدیمی در سال ۱۹۰۶